# Aschabatschje-See
Der Aschabatschje-See (russisch озеро Ажабачье) liegt auf der Halbinsel Kamtschatka im äußersten Osten Russlands. Der Seename leitet sich von der Bezeichnung des Rotlachses in der Sprache der Itelmenen ab.
Der Aschabatschje-See ist mit einer Fläche von 63,9 km² der viertgrößte See auf Kamtschatka. Der See liegt auf einer Höhe von etwa 6 m, knapp 6 km südlich vom Unterlauf des Kamtschatka-Flusses, zu welchem er einen 12 km langen Abfluss besitzt. Ein knapp 14 km breiter Höhenrücken trennt den See von der Ostküste der Halbinsel. 40 km östlich vom See befindet sich die Kleinstadt Ust-Kamtschatsk. Die maximale Wassertiefe beträgt 33 m, die mittlere Wassertiefe 7 m. Die Längsausdehnung des annähernd ovalförmigen Sees liegt bei 12,8 km, die maximale Breite bei 7,7 km.

## Fischfauna
Der See bildet ein wichtiges Laichgewässer des Rotlachses. Daneben kommen weitere Salmoniden vor, wie Salvelinus albus.